# Сражение при Нюкарлебю
Сражение при Нюкарлебю состоялось 12 (24) июня 1808 между шведскими и русскими войсками.

## Перед сражением
К началу весенней кампании 1808 года генерал Раевский был выдвинут с 5-й пехотной дивизией далеко на север Финляндии. Там он рассчитывал легко удержаться против шведской армии Клингспора на позиции у Гамлекарлебю. На деле это оказалось трудным, потому что шведы хотя и бездействовали, но финское население энергично вело партизанские действия.
С целью сокращения коммуникационной линии Раевский считал необходимым отступить на юг к Вазе. Оставленный Раевским у Нюкарлебю арьергард находился под начальством генерал-майора Янковича и состоял из частей 23-го егерского полка, Пермского и Могилёвского пехотных полков, батальона Великолуцкого полка и отряда казаков, всего около 1300 человек и 7 орудий.
Как только Янкович узнал о наступлении шведов, он вечером 23 июня отправил свой обоз к Мунсала и для встречи ожидаемого нападения занял следующее расположение:
Для прикрытия правого фланга и узла дорог у Ютас, откуда шёл путь отступления, он отрядил батальон Великолуцкаго полка, который занял позицию на лесистой вершине, непосредственно к югу от помянутого перекрёстка, выдвинув передовое охранение к близлежащему казённому винному складу. В самом городе и в его непосредственной близости стоял 23-й егерский полк, под командой полковника Фролова. На левом берегу реки стоял Могилёвский полк для обороны моста через реку, а далее к северу — Пермский для охранения находившегося там брода. Близ позиций как Пермского, так и Могилёвского полков, расположены были орудия.
Охраняющие части были выдвинуты частью на левый берег, к устью реки, частью на правый, вдоль грунтовой дороги из Суклота, причём с восточной стороны охранение не было выставлено. Были приняты также меры и для поджога моста через реку.
Согласно составленному в шведской главной квартире наступательному плану, по выходе 4-й бригады к Гамлекарлебю, большая доля пехоты 2-й и 3-й бригад должна была частью охватить фланги русских, особенно правый, частью попытаться отрезать им путь отступления, пока остальная пехота и вся конница с артиллерией будет отвлекать внимание противника со стороны Сундбю.
Адлеркрейц находил Нюкарлебюскую позицию слишком сильной для того, чтобы она могла быть взята только фронтальной атакой.
После того, как 4-й батальон Саволакского пехотного полка и 3-й батальон Саволакских егерей, с 12 драгунами и 3 трёхфунтовыми орудиями, были отделены с 21 июня для выполнения особой задачи, о которой речь впереди, остальная часть 4-й бригады получила приказание 22 июня выступить из Химанко и 24 июня войти в Гамлакарлебю. От 2-й бригады отделён был в Ковиоки 1-й батальон Эстерботнийского полка, под начальством майора фон Оттера, где ему надлежало соединиться с принадлежащим к 3-й бригаде Нюландским батальоном и продвинуться к Сорвисту для действий против пути отступления противника. Главные силы 3-й бригады, выступившие 21 июня из Гамлекарлебю и долженствовавшие у Сундбю соединиться со 2-й бригадой, направлены вместе с нею для главной атаки на Нюкарлебю.
Уже с вечера 23 июня 2-я и 3-я бригады под начальством Адлеркрейца выступили и продвинулись к деревне Суклот, где отданы были ближайшие распоряжения по атаке. В силу этих распоряжений, отряд Нюландских егерей с ротой Тавастгуского полка (всего 200 человек) под командой капитана Лангеншельда, выдвинулись к деревне Стурсуклот, где весь этот отряд на девятнадцати лодках переправился на другой берег реки, близ её устья, с целью напасть на находившиеся на другом берегу русские войска, после чего, наступая к городу, Лангеншельд должен был овладеть русской батареей.
В противоположном направлении, фон Дёбельн в 12:30 24 июня двинулся со всем Бьернеборгским полком (три батальона) по скверной тропе, которая выводила к городу. Он должен был пробраться к мосту, находившемуся в юго-западной части города, дабы отрезать русским отступление на правый берег реки. Только после его прибытия на место, на что рассчитывали к 4:00 и о чём условленно было оповестить звоном церковного колокола, считали возможным начать главную атаку вдоль дороги. Для ведения этой атаки должен был двинуться сам Адлеркрейц с 3-й бригадой и обеими артиллерийскими бригадами, находившимися под общим начальством майора Шарпантье.
В заключение, отряд фон Оттера, перейдя реку в 7 км южнее города, должен был «атаковать противника с тыла и овладеть батареею, которая расположена была по ту сторону Нюкарлебюского моста для его обстреливания».
Действительное выполнение этого плана не отвечало однако вполне тому, что было преднамечено.

## Ход сражения
В 4 часа утра 24 июня голова главных сил столкнулась с расположенными вдоль большой дороги русскими сторожевыми постами, стоявшими несколько севернее их самой северной батареи. Прождав в течение получаса времени условленного знака (колокольного звона), но не дождавшись его, отряд продолжал наступление. Авангард, под командой подполковника Веттергофа, в составе 1-го батальона Тавастгуского полка и нескольких драгун, сначала легко отбросил передовые посты русских; но последние скоро получили поддержку от 23-го егерского полка, устроивших засаду в лесу, к востоку от большой дороги, откуда они открыли оживлённый мушкетный огонь. Два взвода, отделившиеся для прикрытия фланга, двинулись против русских, находившихся в лесу, но лишь после того, как они были поддержаны половиной остальной пехоты авангарда, им удалось сломить сопротивление противника, и тогда наступление могло продолжаться.
В это же время и с другого берега реки русская пехота также открыла огонь, не причиняя шведам однако никакого вреда; когда же авангард проходил мимо расположенной на противоположном берегу хорошо скрытой батареи, последняя внезапно открыла сильный огонь против главных сил колонны. Огонь этот произвёл замешательство в наступлении; та часть авангарда, которая двигалась вдоль большой дороги, «расстроенными рядами» искала укрытия в придорожных канавах; но, так как стрельба русскими была ведена так плохо, что все выстрелы их перелетали через головы, то у шведов оказались всего лишь незначительные потери. Тем временем вступила в дело и шведская артиллерия. Три орудия обстреливали неприятельскую пехоту, а два отвечали на огонь русской батареи; последняя, от действия их, после 8 или 10 выстрелов, снялась с позиций и отступила, после чего шведские войска, не встречая дальнейшего сопротивления, вошли в город.
Янкович, находившийся во время только что описанного боя со своим штабом в городе, на правом берегу реки, получил вскоре донесение о вступлении шведов в ту часть его, которая расположена на левом берегу. Лангеншельду удалось, не встречая значительного сопротивления, продвинуться вдоль этого берега до тех пор, пока он несколько южнее находившейся здесь смолокурни не вынужден был вступить в бой с главными силами Пермского полка.
Янкович, признавая своевременным отступить, решил очистить правый берег, и в то самое время, как Тавастландцы ворвались в городские улицы, пробиваясь к берегу реки, дабы обстрелять находившегося на другом берегу противника, 23-й егерский полк отступал через мост, который тотчас же был охвачен дымом и пламенем.
Только теперь появилась у города голова Бьернеборгского полка. «Невзирая на все усилия», Дёбельн был задержан «неизвестною ему и свыше всяких предположений дурною и топкою дорогою», и таким образом, попытка отрезать находившиеся на правом берегу реки русские войска в количестве 400 человек с 4 орудиями, не удалась. Досадуя на эту задержку, Дёбельн во главе своих Бьернеборгцев бросился в воду, желая перейти вброд реку, но должен был вернуться назад, с большим трудом избавившись от опасности утонуть в быстрых и глубоких водах речки с частью своих солдат.
Фролов, с 23-м егерским полком, поддерживаемый расположенной близ моста русской артиллерией, а с левого фланга прикрываемый Пермским полком, который продолжал удерживать Лангеншельда, попытался было ещё в течение часа держаться на левом берегу; но, когда шведская артиллерия, два орудия которой сначала обстреливали русских с северной окраины города, с четырьмя орудиями поднялась к кирке и оттуда начала картечью обстреливать противоположный берег, Янкович отдал приказание, чтобы и последний был очищен Фроловым и русские стали отходить к Ютасу. Решение отступить было вызвано опасением русских, чтобы Дебельну не удалось перейти реку где либо южнее, например около Форсбакка, а также и сведениями, полученными со стороны Ютаса.
Здесь уже два часа тому назад фон Оттер вступил в бой с мушкетёрским батальоном Великолуцкого полка. Оба Эстерботийских и Нюландских батальона 23 июня достигли Сорвист, где встретили высланных из главной квартиры обер-адъютанта фон Оттера и штабс-адъютанта фон Кремера, с поручением оказать содействие начальнику отряда в руководстве предстоящим боем.
В ночь на 24 июня, фон Оттер выступил и продвинулся примерно на 3—4 мили в направлении к известному пункту переправы Драка, стараясь насколько возможно тщательнее скрыть своё движение от казачьих патрулей. При содействии местных крестьян, собрано было 14 лодок и два небольших парома, на которых оба батальона перешли реку к трём часам утра, после чего фон Оттер, оставив 50 человек для охраны лодок близ Драка и такое же количество близ двора Рюссе, продолжал движение к северу. После четверти мили марша, он столкнулся с русскими сторожевыми частями близ казённой винокурни. Передовой отряд, ведомый прапорщиком Эстроботнийского полка Херлиным, составил цепь, выступая правым флангом, опиравшимся на речку, а левый прижав к топкому болоту в лесу, а между ними пустив сомкнутую часть, которая произвела «атаку» с «наивозможною энергиею». Русские были вынуждены податься несколько назад.
Пока часть отряда фон Оттера наступала вдоль дороги, другие части распространились по лесу в целях охвата правого фланга русского батальона. Последний, получив приказание оборонять Ютас как можно дольше, сосредоточил свою оборону на лесистой высоте южнее перекрёстка, где оказал энергичное сопротивление «с выдающеюся храбростью атакуя многократно в штыки неприятеля» с фронта, причём бой на флангах прерывался.
Благодаря незначительности успеха, достигнутого фон Оттером, Янковичу удалось без значительных потерь достигнуть своего пути отступления через Ютас. Дёбельн пытался всеми силами помешать ему в этом, но это ему удалось поздно, лишь только после того как он сумел переправить через реку свою пехоту, вместе с двумя трёхфунтовыми орудиями.
Затем войска Дебельна, присоединив к себе Лангеншельда, продолжали преследование. Главные силы наступали вдоль большой дороги, причём две роты пошли целиною, южнее озера Стенес к Бонес, но так как русским уже удалось укрыться, то марш был направлен к хутору Лойлакс, севернее кирки Мунсала. Такое наступление Лангеншельд продолжал только до Ютаса, а здесь он приостановился, дабы совместно с фон Оттером обеспечить левый фланг от ожидаемого нападения со стороны Юттериепо.
Фон Оттер дошёл только до Ютаса, где он ограничился занятием постоялого двора. Невзирая на то, что в течение трёхчасового боя его отряд не понёс других потерь, кроме одного убитого и двух раненых солдат, он счёл рискованным дальнейшее преследование русских. Он стал охранять горящий мост и считал своё положение небезопасным, пока не получит подкреплений с правого берега.

## Итоги сражения
Все потери шведов (по шведским данным) во время столкновения у Нюкарлебю ограничивались вышеупомянутыми 1 убитым и 2 ранеными, тогда как у русских потери доходили до 63 убитых, 8 раненых и пленными 1 офицера, 1 унтер-офицера и 61 рядовых. По рапорту Янковича потери русских согласуются с данными шведской стороны, потери шведов он показывает в 10 человек.
Клингспор, лично прибывший в Нюкарлебю к концу боя, достиг теперь «овладения путями к Лаппо и Вазе». Через Вазу он ожидал прибытия из Швеции экспедиционного корпуса Бергенстроле. Отряд Янковича не оказал шведам сколько-нибудь значительного противодействия и почти все пути были открыты для их дальнейшего движения, так как русские войска, непосредственно после боя у Нюкарлебю, поспешно отступили к Оравайсу, а на следующий день к Веро, где заняли позицию вместе с 26-м егерским полком и ещё одним батальоном Великолуцкого полка, с которыми Раевский двинулся для поддержки отступавших.
Но фельдмаршал Клингспор не нашёл нужным спешить. О Бергенстроле ещё ничего не было слышно; мост на реке был разрушен, что затрудняло переправу тем бригадам, которые ещё находились на правом берегу реки; из них 4-я бригада стояла ещё в Гамлекарлебю, а 1-я ушла в Пихайоки. Отказавшись от преследования Янковича он вернул в Нюкарлебю 2-ю и 3-ю бригады.